# Physaria ludoviciana
Physaria ludoviciana är en korsblommig växtart som först beskrevs av Thomas Nuttall, och fick sitt nu gällande namn av O'kane och Al-shehbaz. Physaria ludoviciana ingår i släktet Physaria och familjen korsblommiga växter. Inga underarter finns listade i Catalogue of Life.

## Bildgalleri

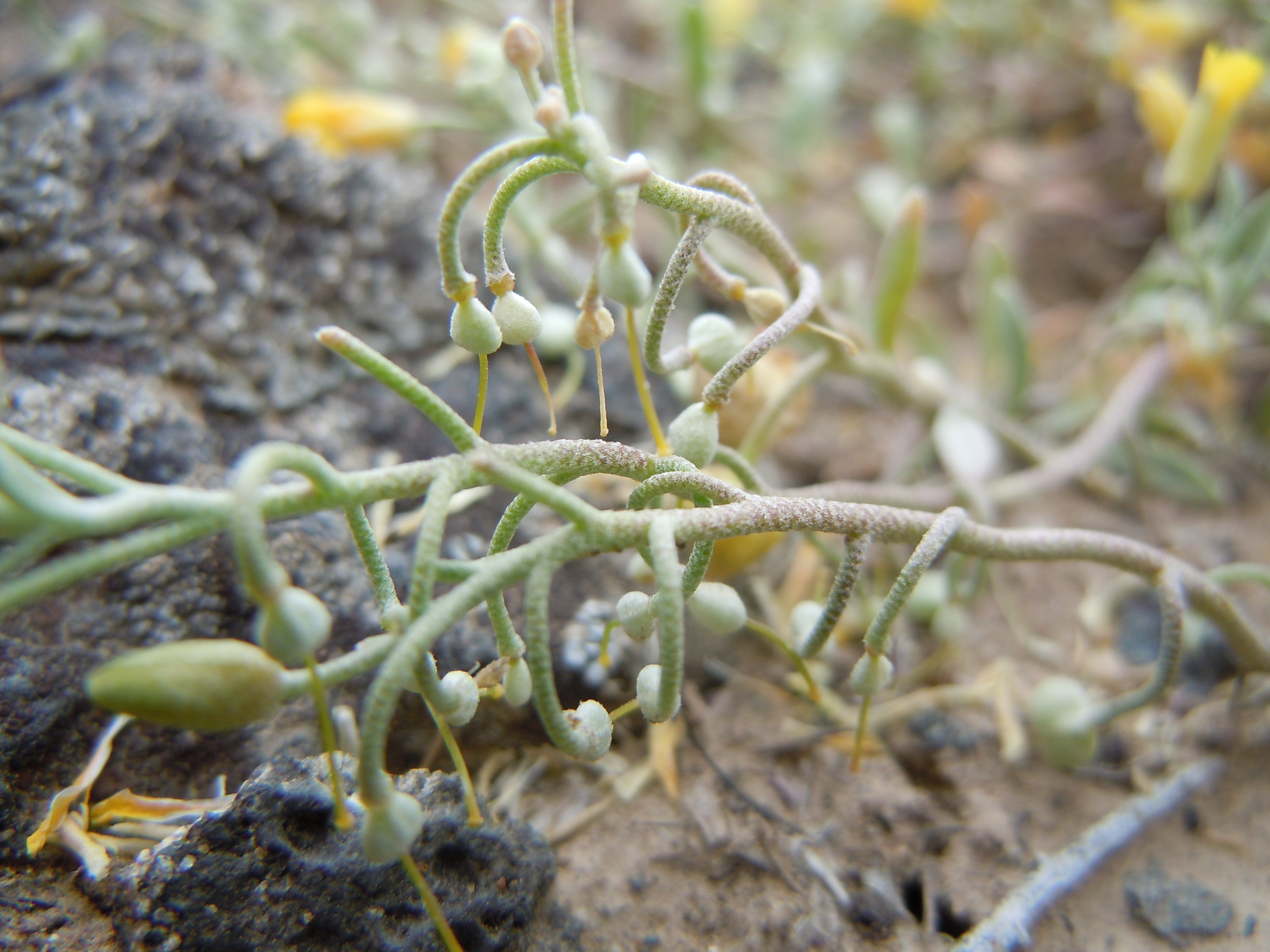
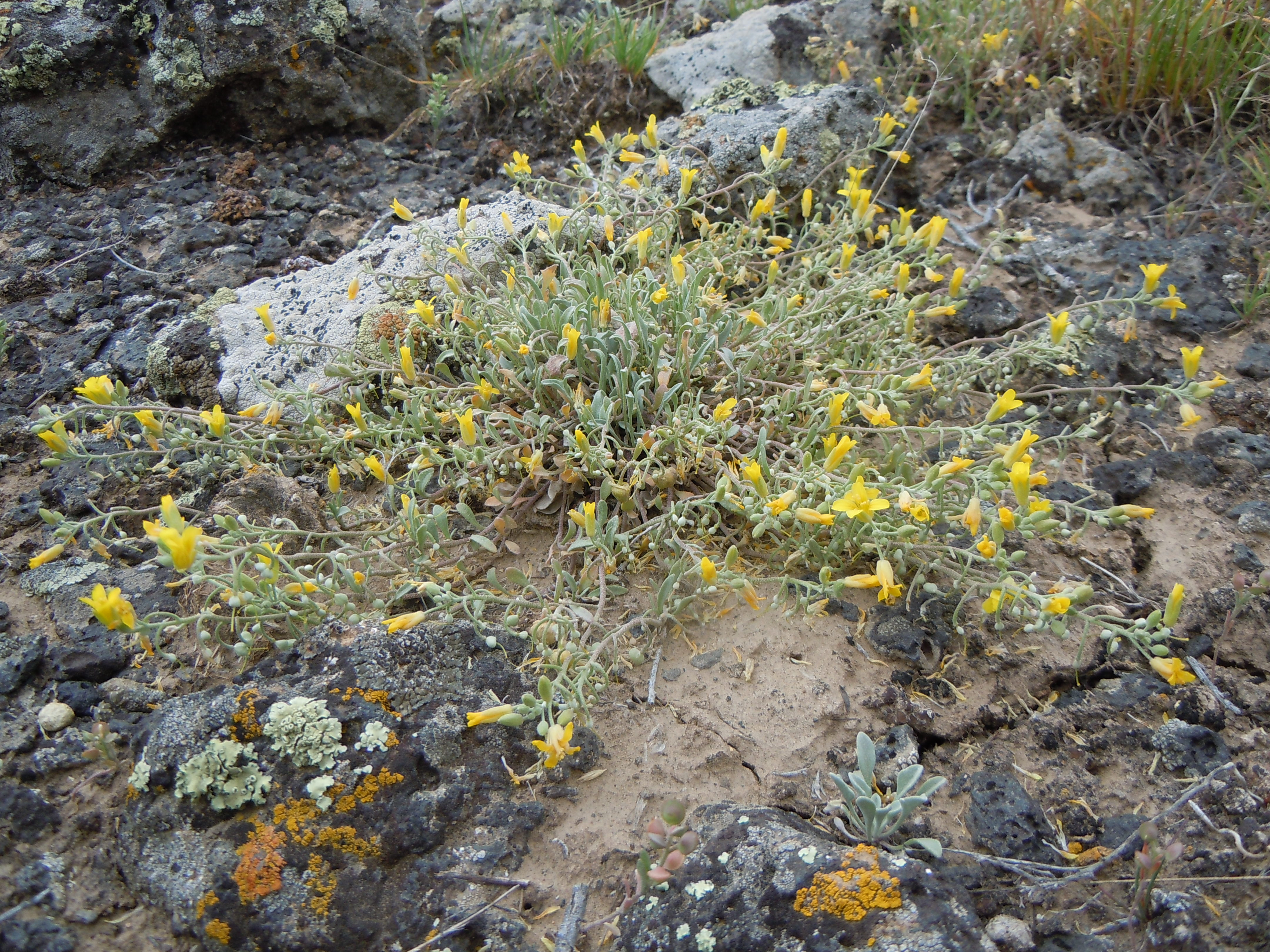
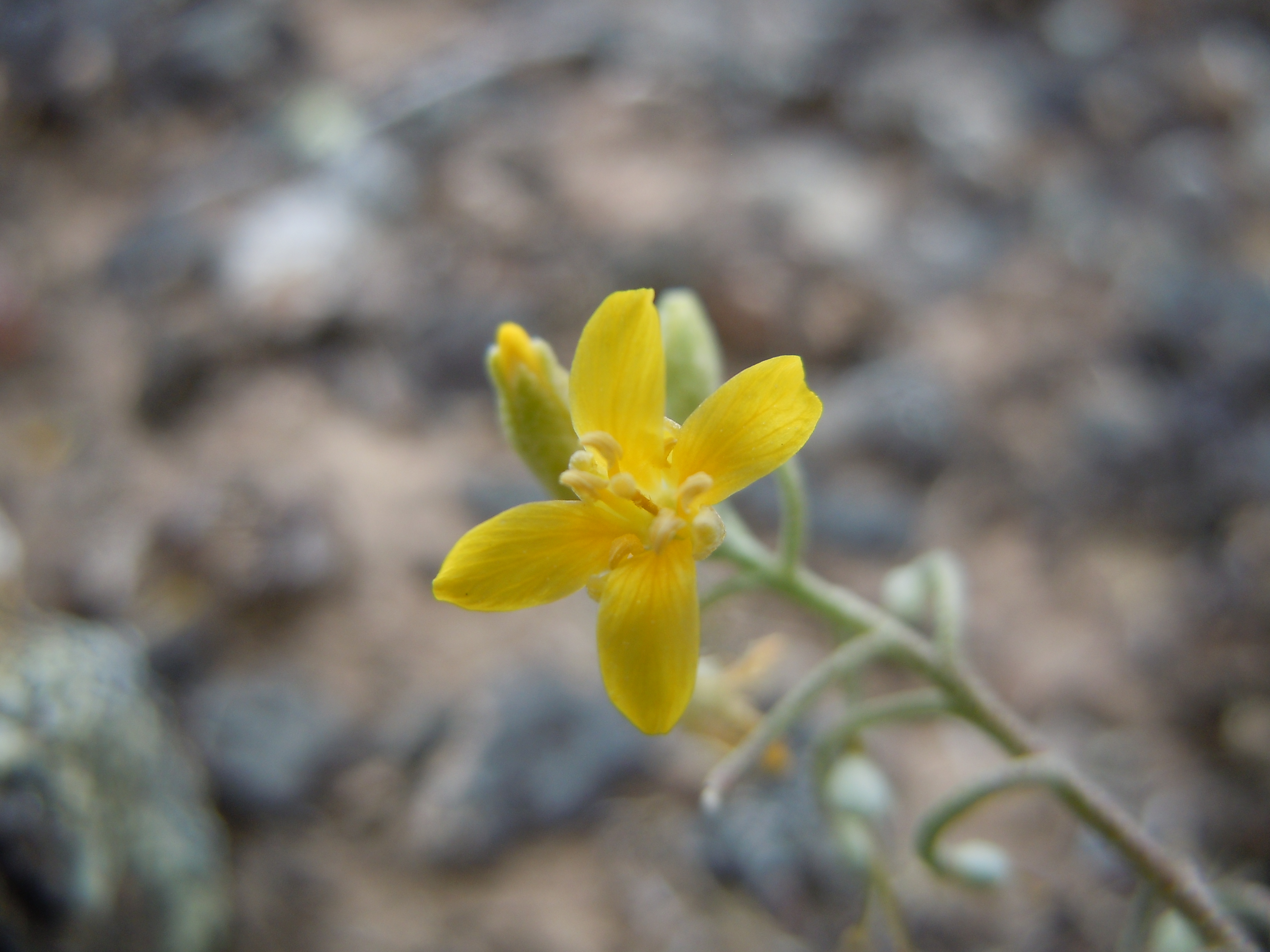
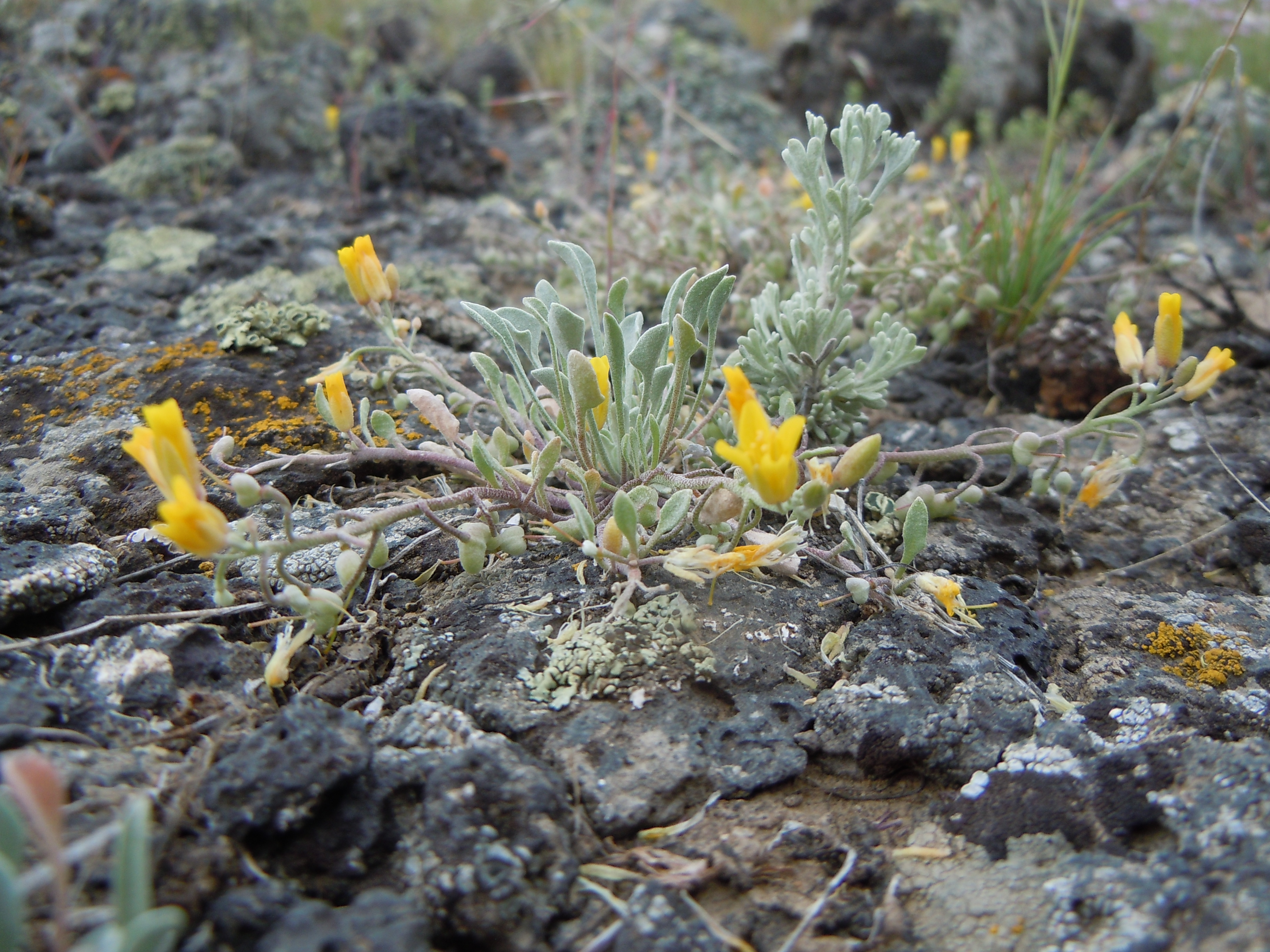
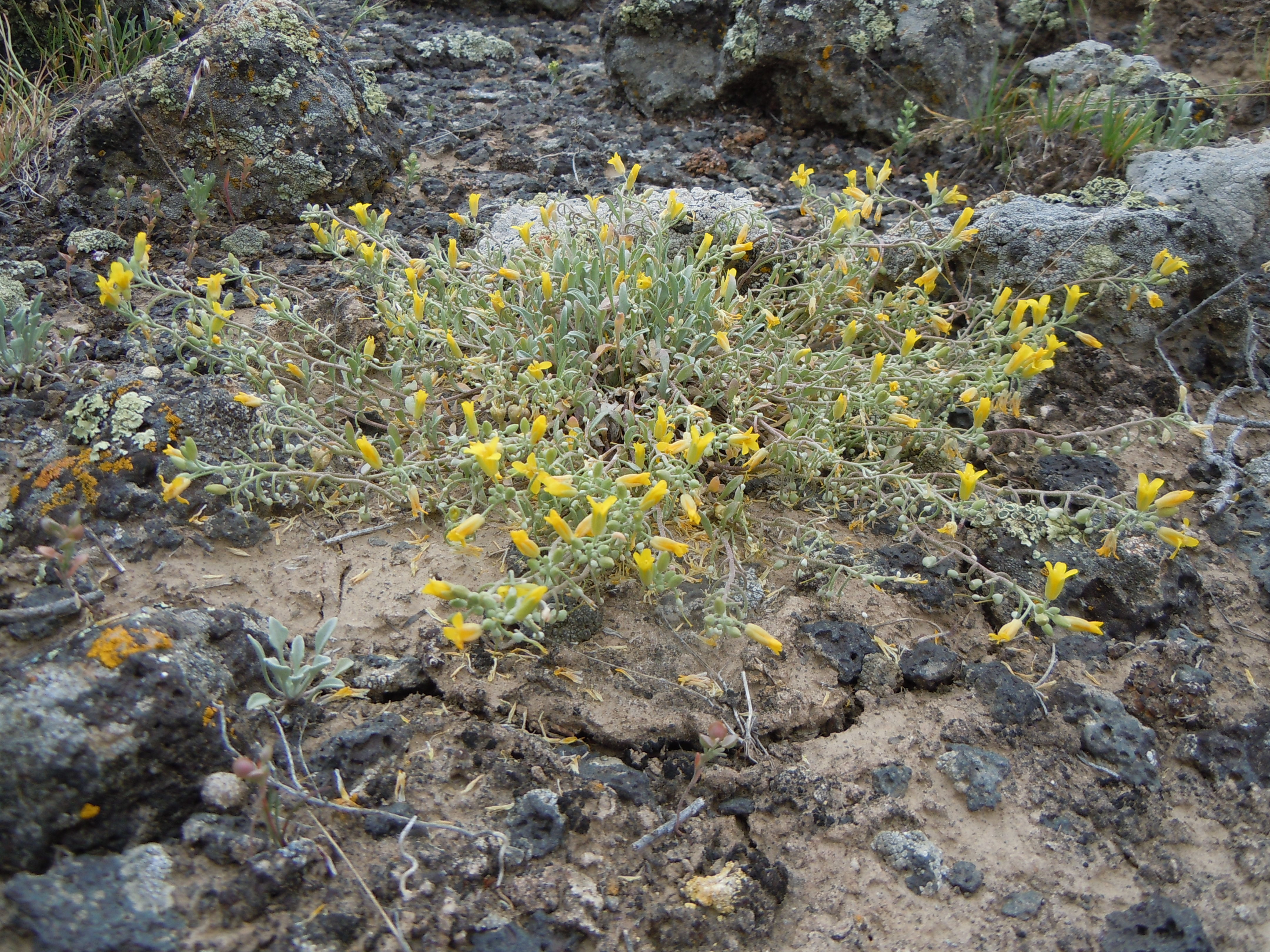
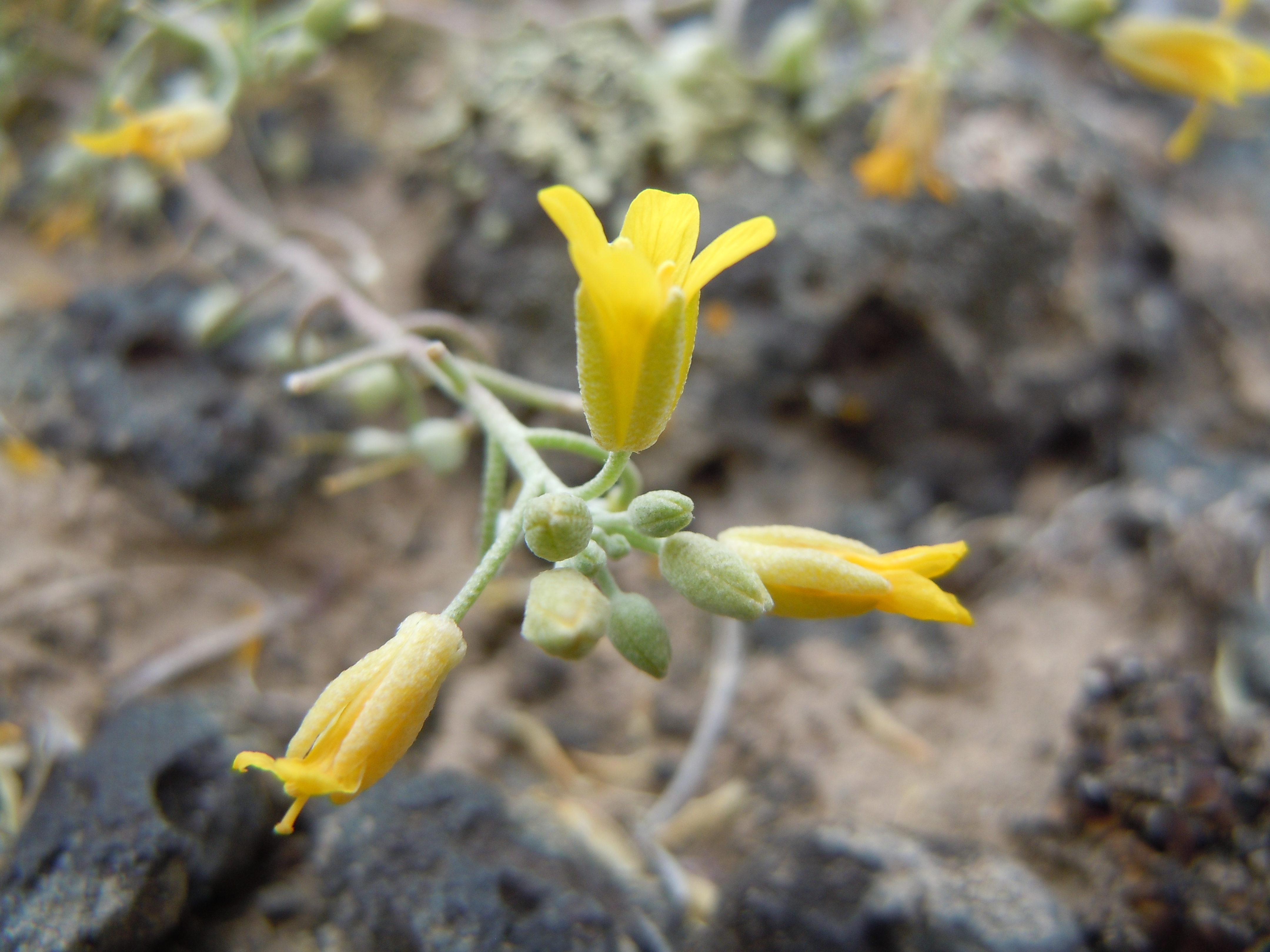